# Kanton Amiens 7e (Sud-Ouest)
Kanton Amiens 7e (Sud-Ouest) is een voormalig kanton van het Franse departement Somme. Het kanton maakte deel uit van het arrondissement Amiens. Het werd opgeheven bij decreet van 26 februari 2014 met uitwerking vanaf 2015.

## Gemeenten
Het kanton Amiens 7e (Sud-Ouest) omvatte de volgende gemeenten:
- Amiens (deels, hoofdplaats)
- Pont-de-Metz